# Knol
Knol byl v letech 2008 až 2012 projekt firmy Google se snahou vytvořit encyklopedii psanou odbornými uživateli, kteří se o dané téma zajímají. Aplikaci společnost představila již v prosinci 2007 a oznámila, že je v uzavřeném beta testu. Veřejná beta verze byla spuštěna 23. července 2008. Mnohými médii byla vnímán jako snaha o konkurenci projektům, jako je Wikipedie a jiné internetové encyklopedie, sám Google ale říkal, že se jedná spíše o jejich doplnění. Slovo Knol je odvozeno od slova knowledge (znalost) a mělo zároveň označovat jednotku znalostí v tomto projektu.
Jednotlivé články měly svého autora, který ke spolupráci mohl (a také nemusel) přizvat další uživatele, jimž také mohl editování článku povolit. Autor si také mohl připojit ke článku reklamu, což byla odměna za vykonanou práci. K jednomu tématu mohlo existovat více článků od různých autorů. Jejich kvalita byla hodnocena čtenáři.
Na podzim 2011 společnost Google oznámila na svém blogu, že Knol bude ukončen 1. dubna 2012, avšak vložená data budou autorům k dispozici pro export do jiných systémů až do 1. října téhož roku.